# Zoványi Jenő
Zoványi Jenő, születési és 1887-ig használt nevén Krausz Jenő (Szilágyzovány, 1865. szeptember 11. – Budapest, 1958. június 24.) református lelkész, egyháztörténész, teológus, egyetemi tanár, a történettudomány doktora (1956). A 20. század első felének egyik legnagyobb egyháztörténésze, munkássága körülbelül 70 esztendőt fog át.

## Élete
Római katolikus családban született. Elemi iskoláit Szilágycsehben és Nagybocskón, a gimnáziumot 1874 és 1882 között Zilahon végezte. Ezt követően a nagyváradi seminarium növendéke lett, de onnan egy hónap múlva kilépett és 1883-ban áttért a református vallásra. A teológiát Sárospatakon végezte, majd 1888–1889-ben az utrechti, 1889–1890-ben a Kolozsvári református kollégium bölcsészeti fakultásán tanult. 1889-ben Sárospatakon teológiai tanári vizsgálatot tett. Kevéssel előbb káplánkodni kezdett Kolozsvárt, ahol 1891-ben lelkész és a kolozsvári egyházmegye közügyigazgatója lett. 1884 és 1901 között Tiszaföldvárott működött református lelkészként.
1901-től Sárospatakon az egyháztörténelmet tanított. 1908-ban Kálvin Jánosról írt bírálata miatt elmozdították állásától. Néhány évig a fővárosnál volt levéltári tisztviselő, míg ügye véglegesen eldőlt: 1912-ben a konventi bíróság fölmentette a vádak alól, és tanszékére visszahelyezendőnek ítélte. Zoványi 1914-ben újra megkezdte előadásait.
1914-ben aztán a debreceni egyetemre nevezték ki az egyháztörténelem tanárának. 1918–1919-ben tanúsított magatartásáért 1920-ban a református konventi bíróság megfosztotta lelkészi jellegétől, 1922-ben nyugdíjazták. 1927-ben Budapestre költözött; itt érte meg 1945. évi új kinevezését és ekkor koránál fogva újra való nyugalmazását.
A Magyar Protestáns Irodalmi Társaságnak 1899-től 1921-ig választmányi tagja volt, a Sárospataki Irodalmi Kör 1904-ben ügyvivő elnökévé, az akadémiai tanári kar a budapesti második zsinatra póttaggá, a debreceni egyetem 1917-ben teológiai díszdoktorrá választotta. A tudományos minősítő bizottság 1952-ben saját kérése nélkül kandidátusságra érdemesítette, amit azonban nem fogadott el; 1956-ban aztán a történettudományok doktorává minősítette a bizottság. Nem sokkal ezután, 1958-ban hunyt el életének 93. életévében.

## Művei
Zoványi irodalmi munkássága egyike a leghosszabbaknak Magyarországon. Irodalmi munkássága már 19 éves korában, 1884-ben, a Sárospataki Lapokban kezdődött, és más egyházi lapok, illetve különböző szakközlönyök is számtalan kisebb-nagyobb cikkét közölték azóta. Első önálló könyvét 22 évesen, 1887-ben jelentette meg (Tanulmányok a magyar protestáns egyház és irodalom történetéből). Utolsó nyomtatott könyve 1943-ban került ki a nyomdából (Akadémikus, céhbeli és dilettáns egyháztörténetírók), ugyanakkor nagy egyháztörténeti lexikonának kéziratán egészen haláláig (1958) dolgozott. Ezzel irodalmi munkássága meghaladja a 70 (!) esztendőt. Hagyatékának egyes részei (többek közt lexikona) halála óta már megjelent, míg egyes darabok máig kéziratban vannak. A protestáns egyházi reformirányzatokról végzett kutatásai úttörők; adatközlései, egyháztörténeti lexikona, összefoglaló művei hiánypótlók.

### Folyóiratcikkek
Számos cikke jelent meg különböző folyóiratokban és lapokban, többek közt: Protestáns Egyházi és Iskolai Lap (1887. Bornemisza Péter vallásfelekezeti álláspontja. 1889. Vázlatok Németalföld theologiai viszonyairól. 1890. Theologiai akadémiánk hiányai s azok orvoslásmódja. Sárospataki Lapok (1887. 48. 49. Melius Péter mint exegeta). Figyelő (1887. Kulcsár Györgyről). Protestáns Szemle (1889. A magyarországi ifjak az Odera melletti frankfurti egyetemen. 1893. Derecskei Ambrus. 1894. Pár szó a debreczeni hitvita ügyében). Történeti Tár (1909. A zempléni református dioecesis zsinatai), továbbá a Magyar Könyvszemlében, Századokban, Irodalmi Közleményekben, Keresztény Magvetőben. Szerkesztette a Sárospataki Ifjúsági Közlönyt (1886-87), a Vallás és Egyházat (1894).
Későbbi jelentősebb tanulmányai folyóiratokban: Sárospatak reformációja és a róla szóló hamis tudomány (Debreceni Protestáns Lap, 1910). A püspöki hivatal a tiszáninneni ref. egyházkerületben (Protestáns Szemle, 1911). A protestantismus fogalma és lényege (Theológia Szaklap, 1911). Ágens-választás 1762–1763-ban (Protestáns Szemle, 1914). A magyarországi protestantismus történetének jelenlegi állása (Protestáns Szemle. 1914). Szeremlei Gábor és a Helytartótanács (Protestáns Szemle. 1915). Adatok a magyar protestantismus múltjából (Protestáns Szemle. 1915., 1916., 1917). Az evangéliumi protestantismus egysége a reformáció különféle irányaiban (Protestáns Szemle, 1918). Czeglédi Ferenc életrajzi adatairól (Sz. 1918). Hittudomány és tanszabadság (Nyugat, 1918). Protestantismus és humanismus (Független Szemle, 1921). A helvét reformáció két iránya (Független Szemle, 1921). Állam és egyház (Századunk, 1930). A sárospataki iskola a 16. században (Protestáns Tanügyi Szemle, 1930). Ref. iskola Kolozsvárt 1608 előtt és egyik tanáráról valami (Protestáns Tanügyi Szemle 1931.) Szóbeli hitviták Sárospatakon és Kassán (Theológiai Szemle, 1933–34).

### Könyvrészletek
A Pallas Nagy Lexikonának körülbelül 400 egyháztörténeti tárgyú cikkét ő írta.

### Önállóan megjelent könyvei
1. Tanulmányok a magyar protestáns egyház és irodalom történetéből. Sárospatak, 1887[2]
2. Válasz dr. Kovács Ödönnek. Kolozsvár, 1890[2]
3. A coccejanismus története. Tanulmány a protestáns theologia multjáról. Theologiai magántanári vizsgálatra írta Zoványi Jenő (különnyomat a Protestáns Szemléből). Budapest, 1890[2]
4. A reformáczió Magyarországon a Mohácsi vészig (Különnyomat a Protestáns Szemléből). Budapest, 1891[2]
5. A boldogság forrása (egyházi beszéd). Kolozsvár, 1891[2]
6. Beköszöntő beszéd, melyet a kolozsvári ev. ref. egyház belső-farkas-utcai templomában 1891. szept. 6-án a nevezett egyházközség lelkészével történt beiktatása alkalmával elmondott Zoványi Jenő. Szilágysomlyó, 1892[3]
7. Magyarországi superintendentiák a 16. században. Hornyánszky V. Cs. és kir. Udvari Könyvnyomdája, Budapest, 1898[2]
8. Theológiai ismeretek tára I–III.. Mezőtúr, 1894–1901 (teológiai lexikon, többek közreműködésével)[2]
9. Magyar protestáns egyháztörténeti monografiák I. (írták Z. J., Révész Kálmán, Payr Sándor, Földváry László). Magyar Protestáns Irodalmi Társaság, Budapest, 1898. (A Magyar Protestáns Irodalmi Társaság Kiadványai-sorozat)[2]
10. Kossuth és Rákóczi. Két emlékbeszéd. Sárospatak, 1903[4]
11. Egyetemes főgondnok és főconsistorium a magyarországi ref. egyházban. Magyar Protestáns Irodalmi Társaság, Budapest, 1903. (A Magyar Protestáns Irodalmi Társaság Kiadványai-sorozat)[2]
12. Három ügyirat a Zoványi Jenő és Tüdős István ellen folytatott fegyelmi ügyben. Miskolc, 1906[5]
13. A sárospataki akadémia bölcsészeti tanszékének aggasztó jövője, Miskolc, 1907 (álnévvel)[1]
14. A Kálvin-, Warga-, Zoványi-ügy felvilágosító iratai. Miskolc, 1908[2]
15. A zempléni reformált dioecesis zsinatai Miskolci Csulyak István esperes idejében, 1909 (A Történelmi Tárban, befejezetlen)[1]
16. A reformáció egyháza. Irta és „Budapesti Dávid Ferenc Egylet” 1908. dec. 12-én tartott ülésén felolvasta Zoványi Jenő. Sárospatak, 1909[6]
17. Bessenyei György mint református főconsistoriumi titkár. k. n., Sárospatak, 1909[2]
18. Kisebb dolgozatok a magyar protestantismus történetének köréből. Sárospatak, 1910[2]
19. Puritánus mozgalmak a magyar református egyházban. Budapest, 1911[2]
20. Adatok a magyarországi puritánus mozgalmak történetéhez. 1911 (Magyar Protestáns Egyháztörténeti Adattár-könyvsorozat)
21. Miskolci Csulyak István esperesi naplója és leveleskönyve. 1911–1929 (Magyar Protestáns Egyháztörténeti Adattár-könyvsorozat, befejezetlen)
22. A reformáció művelődéstörténeti jelentősége. Debrecen, 1916[1]
23. A felvilágosodás története. Genius Könyvkiadó Rt., Budapest, 1922 (Szabad Iskola-sorozat 6.)[1]
24. A reformáció Magyarországon 1565-ig. Genius Könyvkiadó Rt., Budapest, 1922 (reprint kiadás: Állami Könyvterjesztő Vállalat, Budapest, 1986, ISBN 963-292-025-2)[1]
25. Sámbár Mátyás és Kis Imre hitvitái s az ezekkel egyidejű hitvitázó művek. Budapest, 1925[1]
26. Protestáns lelkészek nyugtatványai régi tizedjegyzékek mellett. 1929 (Magyar Protestáns Egyháztörténeti Adattár-könyvsorozat)[1]
27. Képek a keresztyénség életéből. Borbély-Nyomda, Mezőtúr, 1931[1]
28. Szekfű és társai történetírása, k. n., Budapest, 1938[1]
29. A Tiszántúli Református Egyházkerület története I–II. Nagy Károly Grafikai Műintézete, Debrecen, 1939[1]
30. Új egyháztörténetírás, k. n., Kolozsvár, 1940[1]
31. Zoványi Jenő cikkei a Theológiai lexikon számára a magyarországi protestantizmus köréből. Kézirat gyanánt, A Sylvester nyomda kiadása, Budapest, 1940 (különlenyomat a megjelenés előtt álló Theologiai lexikonból)[1][7]
32. Akadémikus, céhbeli és dilettáns egyháztörténetírók, k. n., Budapest, 1943[1]

### Halála után megjelent művei
Bár Zoványi 1958-ban elhunyt, halálakor több műve sajtókész állapotban volt. A kiadatlan hagyatékot azóta folyamatosan dolgozzák fel. Eddig a következő kéziratai jelentek meg:
1. A magyarországi protestantizmus 1565–1600-ig. Akadémiai Kiadó, Budapest, 1977 (Humanizmus és reformáció-sorozat, 6.)
2. Magyarországi protestáns egyháztörténeti lexikon. Szerk. Ladányi Sándor. 3. jav., bőv. kiadás. Budapest: Magyarországi Református Egyház Zsinati Irodája. 1977. ISBN 963-7030-15-8 (elektronikus elérhetőség Archiválva 2018. június 16-i dátummal a Wayback Machine-ben)
3. A magyarországi protestantizmus története 1895-ig, Debrecen, 1990 (a kézirat egy része)
4. A magyarországi protestantismus története 1895-ig I–II., Attraktor Kft., Máriabesnyő-Gödöllő, 2004. ISBN 963-958-006-6 (Historia Incognita – Történettudomány-sorozat 9., a teljes kézirat kiadása) Ebben a műben szerepel egy saját tanulmánya is A protestáns theológiai tudomány a hollandoknál, angoloknál és franciáknál címmel.[1]

Egyéb kéziratai:
1. Dávid harca Góliáttal (emlékirat). Sárospataki és debreceni küzdelmeim az egyházi hatalmasságokkal[1]
2. egyéb kisebb művek.[1]

## Egyéb
Zoványi Jenő nevéhez fűződik a Warga Lajos-féle nagy egyháztörténelem második, bővített kiadása. (A keresztyén egyház történelme. Irta Warga Lajos. Új kiadás. Átnézte Zoványi Jenő. 1. kötet. A reformáció előtti korszak. (XVI, 566 l.) 1906. 2–3. kötet. A reformáció utáni korszak. (XIV, 864 és VIII, 746 l.) 1908., Református Egyházi Könyvtár-sorozat)